# Teng Cse-vej
Teng Cse-vej (邓志伟, Hengsuj, 1988. február 1. –) kínai szabadfogású birkózó. A 2018-as birkózó-világbajnokságon döntőbe jutott 125 kg-os súlycsoportban, szabadfogásban, melyet elvesztett, így ezüstérmet szerzett. A 2018-as Ázsia Játékokon szabadfogásban a 125 kg-os súlycsoportban szintén ezüstérmet szerzett. A 2015-ös és a 2010-es Ázsia Bajnokságon bronzérmet nyert.

## Sportpályafutása
A 2018-as birkózó-világbajnokságon a 125 kg-osok súlycsoportjában megrendezett döntő során a grúz Geno Petriasvili volt ellenfele, aki 6–0-ra legyőzte.